# 660
Năm 660 là một năm trong lịch Julius.